# Crasnoe (rejon Grigoriopol)
Crasnoe (ros. Красное, Krasnoje) – wieś w Mołdawii (Naddniestrzu), w rejonie Grigoriopol, w gminie Delacău. W 2004 roku liczyła 238 mieszkańców.

## Położenie
Miejscowość znajduje się na lewym brzegu Dniestru, pod faktyczną administracją Naddniestrza, w odległości 1 km od Grigoriopola i 115 km od Kiszyniowa.

## Historia
Wioska została założona w XIX wieku przez kilka rodzin niemieckich kolonistów, którzy podczas II wojny światowej powrócili do Niemiec. W okresie sowieckim otwarto tu szkołę podstawową, klub z instalacją kinową, bibliotekę, warsztaty pomocy społecznej, pocztę, przedszkole oraz sklep.

## Demografia
Według danych spisu powszechnego w Naddniestrzu w 2004 roku wieś liczyła 238 mieszkańców, z czego większość, 161 osób, stanowili Mołdawianie.